# West Point (Nebraska)
West Point es una ciudad ubicada en el condado de Cuming en el estado estadounidense de Nebraska. En el Censo de 2010 tenía una población de 3364 habitantes y una densidad poblacional de 475,42 personas por km².

## Geografía
West Point se encuentra ubicada en las coordenadas 41°50′16″N 96°42′21″O / 41.83778, -96.70583. Según la Oficina del Censo de los Estados Unidos, West Point tiene una superficie total de 7.08 km², de la cual 7.05 km² corresponden a tierra firme y (0.33%) 0.02 km² es agua.

## Demografía
Según el censo de 2010, había 3364 personas residiendo en West Point. La densidad de población era de 475,42 hab./km². De los 3364 habitantes, West Point estaba compuesto por el 87.66% blancos, el 0.3% eran afroamericanos, el 0.39% eran amerindios, el 0.3% eran asiáticos, el 0.06% eran isleños del Pacífico, el 10.26% eran de otras razas y el 1.04% pertenecían a dos o más razas. Del total de la población el 16.77% eran hispanos o latinos de cualquier raza.